# یواس‌اس کورنل (ای‌ان-۴۵)
یواس‌اس کورنل (ای‌ان-۴۵) (به انگلیسی: USS Cornel (AN-45)) یک کشتی بود که طول آن 194' 7" بود. این کشتی در سال ۱۹۴۴ ساخته شد.